# Лан (река)
Вижте пояснителната страница за други значения на Лан.
Лан (на немски: Lahn) е река в Германия (провинции Северен Рейн-Вестфалия – 23 km, Хесен – 166 km и Рейнланд-Пфалц – 57 km), десен приток на Рейн. Дължина – 246 km, площ на водосборния басейн – 5925 km².

## Географска характеристика
Река Лан води началото си на 607 m н.в., в южната част на масива Ротхаргебирге (част от Рейнските шистови планини), в югоизточната част на провинция Северен Рейн-Вестфалия. В горното течение тече на изток, в средното на юг и югозапад, а в долното само на югозапад в широка долина с множество меандри през Рейнските шистови планини, като отделя масивите Вестервалд на северозапад от Таунус на югоизток. Влива се отдясно в река Рейн, при нейния 586 km, на 63 m н.в., в град Ланщайн, провинция Рейнланд-Пфалц.
Водосборният басейн на Лан обхваща площ от 5925 km², което представлява 3,2% от водосборния басейн на Рейн. Речната му мрежа е двустранно развита, с приблизително еднакво дълги леви и десни притоци. На северозапад и югоизток водосборният басейн на Лан граничи с водосборните басейни на реките Вид, Зиг, Майн и други по-малки, десни притоци на Рейн, а на север и североизток – с водосборния басейн на река Везер (от басейна на Северно море),
Основни притоци:
- леви – Дил (55 km, 718 km²);
- десни – Ом (60 km, 983 km²), Ар (50 km, 313 km²).[1]

Лан има предимно дъждовно подхранване с целогодишно пълноводие и максимум през зимата и пролетта. Среден годишен отток в устието 57 m³/sec.

## Стопанско значение, селища
Плавателна е за плиткогазещи речни съдове до град Гисен (на 148 km от устието), като на значителни участъци коритото ѝ е канализирано и шлюзовано.
Долината на реката е гъсто заселена, като най-големите селища са градовете:
- Хесен – Марбург, Гисен, Вецлар, Лимбург ан дер Лан;
- Рейнланд-Пфалц – Диц, Бад Емс, Ланщайн.[1]